# Boeing E-6 Mercury
Boeing E-6 Mercury (tidigare Boeing E-6 Hermes) är ett flygplan i USA:s flotta, designat för att agera som en luftburen kommandopost för United States Strategic Command. Flygplanet är tillverkat av Boeing och är baserad på modellen Boeing 707. Flygplanen möjliggör kommunikation med strategiska robotubåtar.

## Varianter
E-6A
Den första modellen. 
E-6B
En modell utrustad med modernare teknik som ger mer plats på flygplanet till besättningen. Denna versionen inkluderar ett större område för besättningen och andra specialiserade instrument.